# 대한민국의 궁도 경기장 목록
다음은 한국의 국궁장 목록이다. 대한궁도협회의 2013년 1월자 자료 보관됨 2018-06-08 - 웨이백 머신를 기본으로 작성하였다.
| 이름       | 지역           | 상세주소                                                        |
| ---------- | -------------- | --------------------------------------------------------------- |
| 가섭정     | 충청북도       | 충북 음성군 음성읍 용산리 730-1                                 |
| 가야정     | 경기도         | 경기 여주시 강천면 간매리 171(강천체육공원내)                   |
| 가야정     | 경상북도       | 경북 성주군 성주읍 대황리 50-2                                  |
| 가야정     | 경상남도       | 경남 함안군 가야읍 함안대로 619-5                               |
| 감악정     | 경기도         | 경기 파주시 적성면 마지리 산1                                   |
| 강남정     | 경상남도       | 경남 창녕군 남지읍 마산리 636-5                                 |
| 강무정     | 경상남도       | 경남 창원시 성산구 대원동 182(스포츠파크내)                     |
| 거봉정     | 충청남도       | 충남 천안시 서북구 성거읍 천흥4길 72-24                         |
| 건덕정     | 전라북도       | 전북 익산시 황등면 황등리 산38-1                                |
| 경무정     | 경기도         | 경기 파주시 파주읍 연풍1리 산37                                 |
| 경무정     | 경상북도       | 경북 문경시 동로면 석항리 1307                                  |
| 경조정     | 경상북도       | 경북 경산시 갑제동 124(경산조폐창내)                            |
| 경포정     | 강원특별자치도 | 강원 강릉시 교2동 24(종합운동장내)                              |
| 경호정     | 전라남도       | 전남 고흥군 도양읍 봉암리 2240-1                                |
| 계룡정     | 경상남도       | 경남 거제시 계룡로 13길 49                                      |
| 고대정     | 경기도         | 경기 연천군 신서면 대광1리 1035-1                               |
| 고등정     | 세종특별자치시 | 세종특별자치시 소정면 고등리 301번지                            |
| 고려정     | 세종특별자치시 | 세종특별자치시 소정면 대곡리 226-4                              |
| 고봉정     | 경기도         | 경기 고양시 일산동구 성석동 365                                 |
| 고헌정     | 울산광역시     | 울산 울주군 삼동면 둔기리 434-3                                 |
| 고현정     | 경상남도       | 경남 하동군 고전면 대덕리 444-1                                 |
| 공릉정     | 경기도         | 경기 파주시 조리읍 대원리 700                                   |
| 공원정     | 울산광역시     | 울산 남구 신정2동 993-1                                         |
| 공항정     | 서울특별시     | 서울 강서구 우장산동 산60-2                                     |
| 관덕정     | 대구광역시     | 대구 남구 대명11동 산306(궁도장)                                |
| 관덕정     | 광주광역시     | 광주 남구 사동 177(사직공원내)                                  |
| 관덕정     | 전라북도       | 전북 남원시 어현동 178(관광단지내)                              |
| 관덕정     | 전라남도       | 전남 보성군 벌교읍 벌교리 893                                   |
| 관덕정     | 전라남도       | 전남 함평군 대동면 향교리 147번지, 함평문화체육센터 내          |
| 관덕정     | 전라남도       | 전남 강진군 병영면 성동리 267-4                                 |
| 관덕정     | 경상남도       | 경남 사천시 사천읍 구암리 1277                                  |
| 관덕정     | 경상남도       | 경남 함양군 안의면 이전리                                       |
| 관락정     | 경상남도       | 경남 밀양시 하남읍 수산리 419-3번지                             |
| 관무정     | 경기도         | 경기 시흥시 월곶동 160번지(조용준 앞)                           |
| 관성정     | 충청북도       | 충북 옥천군 군서면 월전리 229-7                                 |
| 관악정     | 서울특별시     | 서울 관악구 삼성동 산72                                         |
| 관운정     | 충청남도       | 충남 연기군 전의면 관정리 산595-21번지                          |
| 관풍정     | 충청남도       | 충남 공주시 관광단지길 30-8                                     |
| 광덕정     | 경기도         | 경기 안산시 초지동44 산7                                        |
| 광무정     | 경기도         | 경기 파주시 광탄면 신산리 산27-4                                |
| 광무정     | 충청남도       | 충남 홍성군 광천읍 광천리 17-13                                 |
| 교하정     | 경기도         | 경기 파주시 하지석동 교하체육공원 내                            |
| 구덕정     | 부산광역시     | 부산 서구 서대신동 3가 산2-1                                    |
| 구룡정     | 충청북도       | 충북 청주시 운천동 삼일@102-1106                                |
| 구월정     | 인천광역시     | 인천 남동구 남촌동 510-8                                        |
| 국수정     | 충청남도       | 충남 당진시 송악읍 장파길 43-172                                |
| 군자정     | 경기도         | 경기 시흥시 거모동 794                                          |
| 군자정     | 전라북도       | 전북 임실군 임실읍 이도리 500(공설운동장내)                     |
| 군자정     | 전라남도       | 전남 여수시 오림동 123(진남체육공원내)                          |
| 군자정     | 전라남도       | 전남 화순군 동복면 연월리 1047-23                               |
| 군포정     | 경기도         | 경기 군포시 도마교동 175-1                                      |
| 권무정     | 경상북도       | 경북 포항시 북구 흥해읍 마산리 147                              |
| 금능정     | 경기도         | 경기 김포시 걸포동 281                                          |
| 금당정     | 경기도         | 경기 여주시 북내면 당우리 317-5                                 |
| 금덕정     | 충청남도       | 충남 연기군 금남면 발산리 339-1                                 |
| 금무정     | 경상북도       | 경북 영천시 금호읍 덕성리11-9(고수부지내)                       |
| 금무정     | 경상남도       | 경남 거제시 장목면 장목리 산6-114                               |
| 금병정     | 경상남도       | 경남 김해시 진영동 214                                          |
| 금성정     | 경상남도       | 경남 하동군 금성면 갈사리 924-112                               |
| 금수정     | 충청남도       | 충남 서천군 장항읍 원수3리 673                                  |
| 금오정     | 경상북도       | 경북 구미시 진평동 704번지(동락공원내)                          |
| 금오정     | 경상남도       | 경남 하동군 금남면 송문리 189-3                                 |
| 금학정     | 강원특별자치도 | 강원 철원군 동송읍 이평리(궁도장)                               |
| 금해정     | 경상남도       | 경남 남해군 남해읍 차산리 산15                                  |
| 금호정     | 경기도         | 경기 파주시 금능동 산18-1(공설운동장내)                         |
| 금호정     | 강원특별자치도 | 강원 영월군 영월읍 연흥13리 628-1                               |
| 김산정     | 경상북도       | 경북 김천시 삼락동 488-1, (종합운동장내궁도장)                  |
| 낙동정     | 부산광역시     | 부산 사상구 삼락동 500-1 삼락강변공원 내                        |
| 낙홍정     | 경상남도       | 경남 사천시 곤양면 성내리 97                                    |
| 남강정     | 경상남도       | 경남 진주시 문산읍 삼곡리 1033-1 (문산공설운동장)"              |
| 남수정     | 인천광역시     | 인천 남동구 장수동 577-1(인천대공원내)                          |
| 남양정     | 경기도         | 경기 화성시 장덕동 488번지                                      |
| 남호정     | 인천광역시     | 인천 남동구 도림동 413-1(주덕체육공원내)                        |
| 노성정     | 강원특별자치도 | 강원 평창군 평창읍 하3리 산10번지                               |
| 단재정     | 충청북도       | 충북 청주시 상당구 가덕면 상야리 산4-23                         |
| 대관정     | 강원특별자치도 | 강원 평창군 도암면 차항2리 295                                  |
| 대군정     | 경기도         | 경기 포천시 신북면 덕둔리 산151                                 |
| 대덕정     | 대전광역시     | 대전 서구 내동 산220-8(월평공원내)                              |
| 대덕정     | 경상남도       | 경남 사천시 선구동 26-1                                         |
| 대동정     | 대전광역시     | 대전 동구 세천동 산27번지(활쏘는 곳)                            |
| 대룡정     | 경기도         | 경기 여주시 대신면 율촌리 산 40                                 |
| 대명정     | 경기도         | 경기 여주시 가남읍 태평리 351-7(가남체육공원)                   |
| 대성정     | 충청북도       | 충북 단양군 단양읍 별곡리 29번지                                |
| 대호정     | 경기도         | 경기 김포시 대곳면 율생리 219-2                                 |
| 덕무정     | 대구광역시     | 대구 동구 검사동 사서함 304-210호(이왕주앞)                     |
| 덕수정     | 경상남도       | 경남 진주시 수곡면 대천리 산80-7                                |
| 덕양정     | 경기도         | 경기 고양시 덕양구 행신동 666                                   |
| 덕유정     | 충청남도       | 충남 논산시 강경읍 계백로 207번길 48                            |
| 동덕정     | 강원특별자치도 | 강원 동해시 천곡동 363-1(종합경기장내)                          |
| 동부정     | 경기도         | 경기 포천시 화현면 화현리 874                                   |
| 동산정     | 세종특별자치시 | 세종특별자치시 전의면 금반형길 17                               |
| 동운정     | 세종특별자치시 | 세종특별자치시 전동면 석곡리 90-1                               |
| 동탄정     | 경기도         | 경기 화성시 금곡동 68                                           |
| 동학정     | 충청북도       | 충북 보은군 보은읍 성족리 산16번지                              |
| 동호정     | 경기도         | 경기 동두천시 동두천동 77-7(활쏘는 곳)                          |
| 두타정     | 강원특별자치도 | 강원 동해시 삼화동 265-4                                        |
| 득가정     | 전라북도       | 전북 임실군 오수면 오수리 680-5                                 |
| 람덕정     | 경상남도       | 경남 진주시 남강로 751-20                                       |
| 마로정     | 전라남도       | 전남 광양시 중동 616-6번지                                      |
| 마륜정     | 경상남도       | 경남 함안군 법수면 우거리 921                                   |
| 마산용마정 | 경상남도       | 경남 마산시 회원구 양덕2동 산42-5                               |
| 마춤정     | 경기도         | 경기 안성시 양성면 장서리 410                                   |
| 만수정     | 전라남도       | 전남 해남군 해남읍 해리 산1                                     |
| 망객정     | 충청남도       | 충남 당진시 신평면 신평길 169-21                                |
| 망덕정     | 전라남도       | 전남 광양시 진월면 선소리 61-1                                  |
| 모양정     | 전북특별자치도 | 전북 고창군 고창읍 월암리 340(공설운동장내)                     |
| 모후정     | 전라남도       | 전남 화순군 남면 절산리 산27-1                                  |
| 무겸정     | 강원특별자치도 | 강원 평창군 봉평면 창동1리                                      |
| 무덕정     | 인천광역시     | 인천 미추홀구 숭의동 7-171 (수봉공원내)                         |
| 무덕정     | 대전광역시     | 대전 유성구 덕명동9-4(활쏘는 곳)                                |
| 무등정     | 광주광역시     | 광주 북구 운암동 58-8(체육공원내)                               |
| 무룡정     | 울산광역시     | 울산 북구 창평동 725-5                                          |
| 무릉정     | 경상북도       | 경북 울릉군 울릉읍 도동리 720                                   |
| 무림정     | 경기도         | 경기 남양주시 진접읍 내각리 414-5                               |
| 무선정     | 전라남도       | 전남 여수시 시전동 147-4(망마경기장내)                          |
| 무학정     | 경상북도       | 경북 예천군 예천읍 남본리 176(남산공원내)                       |
| 무호정     | 경기도         | 경기 양주시 남면 상수리 622-2                                   |
| 문무정     | 전라남도       | 전남 고흥군 두원면 학곡리 29-1                                  |
| 물왕정     | 경기도         | 경기 시흥시 물왕동 산48                                         |
| 미석정     | 강원특별자치도 | 강원 정선군 신동읍 조동6리 239                                  |
| 밀양정     | 경상남도       | 경남 밀양시 산외면 남기리 214번지                               |
| 반구정     | 전라남도       | 전남 곡성군 곡성읍 학정리 417                                   |
| 반월정     | 경기도         | 경기 안산시 본오2동 46-2(각골공원내)                            |
| 방림정     | 강원특별자치도 | 강원 평창군 방림면 방림5리 732번지                              |
| 배방정     | 충청남도       | 충남 아산시 배방읍 배방산길 317-17                              |
| 백로정     | 경기도         | 경기 포천시 창수면 오가리 산 205                                |
| 백록정     | 제주특별자치도 | 제주 서귀포시 보목동 1443                                       |
| 백양정     | 울산광역시     | 울산 중구 교동 35                                               |
| 백운정     | 서울특별시     | 서울 성북구 돈암2동 한진@212동 1603호                           |
| 백운정     | 경기도         | 경기 의왕시 고천동 71-1                                         |
| 백운정     | 강원특별자치도 | 강원 정선군 고한읍 고한14리                                     |
| 백운정     | 전라남도       | 전남 광양시 광양동 산61번지                                     |
| 백이정     | 경상남도       | 경남 함안군 군북면 소포리 207                                   |
| 백학정     | 전라남도       | 전남 장성군 장성읍 영천리 1063                                  |
| 법화정     | 경기도         | 경기 용인시 기흥구 언남동 39번지                                |
| 벽계정     | 전북특별자치도 | 전북 장수군 장수읍 장수리 380(운동장내)                         |
| 벽파정     | 경상남도       | 경남 거제시 능포동 산66-2                                       |
| 벽해정     | 경상남도       | 경남 진해시 여좌동 산98-1                                       |
| 보납정     | 경기도         | 경기 가평군 가평읍 달전리 북한강변로 1089-15                    |
| 보령정     | 충청남도       | 충남 보령시 남포면 보령남로 345 (보령종합경기장 내)             |
| 보문정     | 대전광역시     | 대전 중구 안영동 산10-5 (뿌리공원 내)                           |
| 봉대정     | 전라남도       | 전남 영광군 흥농읍 상하리 422 한전 APT 2-204                    |
| 봉덕정     | 전라남도       | 전남 구례군 구례읍 봉남리 산1                                   |
| 봉화정     | 경상남도       | 경남 김해시 한림면 장방리 894                                   |
| 봉황정     | 전라남도       | 전남 고흥군 고흥읍 남계리 641-9                                 |
| 부곡정     | 경상남도       | 경남 창녕군 부곡면 사창리 321                                   |
| 부천정     | 경기도         | 경기 부천시 원미구 춘의동8                                      |
| 분당정     | 경기도         | 경기 성남시 분당구 율동 92                                      |
| 분양정     | 경기도         | 경기 김포시 양촌읍 양곡4로 151-31                               |
| 비봉정     | 경기도         | 경기 안성시 사곡동 산87-1                                       |
| 비봉정     | 경기도         | 경기 화성시 비봉면 유포리 411                                   |
| 비호정     | 경기도         | 경기 고양시 덕양구 주교동 313                                   |
| 사직정     | 부산광역시     | 부산 연제구 거제2동 1344-7 (사직운동장내)                       |
| 사호정     | 충청북도       | 충북 괴산군 괴산읍 서부리 816-18                                |
| 산방정     | 제주특별자치도 | 제주 서귀포시 안덕면 덕수리 산27번지                            |
| 산청정     | 경상남도       | 경남 산청군 단성면 성내리 47-1번지                              |
| 산하정     | 경기도         | 경기 평택시 평택동 33-2                                         |
| 살곶이정   | 서울특별시     | 서울 성동구 행당1동 81-1                                        |
| 삼다정     | 제주특별자치도 | 제주 서귀포시 남원읍 한남리 485-2                               |
| 삼보정     | 충청북도       | 충북 증평군 증평읍 연탄리 286                                   |
| 삼성정     | 경기도         | 경기 화성시 석우동 25번지 삼성전자 ㈜화성사업장 內              |
| 삼의정     | 제주특별자치도 | 제주 제주시 연동 505-20번지 201호                               |
| 상무정     | 경상북도       | 경북 상주시 낙양동 산31-1                                       |
| 서령정     | 충청남도       | 충남 서산시 충의로 935-33                                       |
| 서림정     | 충청남도       | 충남 서천군 서천읍 서천로 232번길 69-2                          |
| 서무정     | 인천광역시     | 인천 서구 경서동 321(위생매립지내)                              |
| 서양정     | 전라남도       | 전남 화순군 화순읍 향청리 산62                                  |
| 석호정     | 서울특별시     | 서울 중구 장충동2가 산14-21                                     |
| 석화정     | 강원특별자치도 | 강원 홍천군 홍천읍 태학리 150-8 (행정타운내)                    |
| 선무정     | 경기도         | 경기 파주시 오도동 143-1                                        |
| 설봉정     | 경기도         | 경기 이천시 관고동 361(설봉공원내)                              |
| 설악정     | 강원특별자치도 | 강원 속초시 노학동 322(종합경기장내)                            |
| 성무정     | 경기도         | 경기 부천시 소사구 심곡본동 산7                                 |
| 성무정     | 경상북도       | 경북 울릉군 서면 남양1리 575                                    |
| 성심정     | 경상남도       | 경남 함안군 칠원읍 운서리 1062-6                                |
| 세마정     | 경기도         | 경기 오산시 벌음동 270번지                                      |
| 소래정     | 경기도         | 경기 시흥시 방산동 산104-1                                      |
| 소성정     | 충청남도       | 충남 태안군 태안읍 중앙로 271-45                                |
| 송무정     | 광주광역시     | 광주 광산구 소촌동 산12-7                                       |
| 송무정     | 경기도         | 경기 평택시 지산동 산177                                        |
| 송백정     | 전라북도       | 전북 익산시 현영동 168-1                                        |
| 송암정     | 경상북도       | 경북 고령군 고령읍 고아리 144-5                                 |
| 송학정     | 경기도         | 경기 고양시 일산동구 지영동 865                                 |
| 송학정     | 경상북도       | 경북 포항시 남구 대도동 313-1(공설운동장내)                     |
| 송호정     | 경기도         | 경기 고양시 일산서구 덕이로 104-25                              |
| 송호정     | 경상북도       | 경북 포항시 북구 학산동 산53-1                                  |
| 수락정     | 서울특별시     | 서울 노원구 상계4동 산155-1                                     |
| 수리정     | 경기도         | 경기 군포시 속달동 산1번지                                      |
| 수성정     | 강원특별자치도 | 강원 고성군 간성읍 상1리                                        |
| 수심정     | 경기도         | 경기 연천군 청산면 초성2리 산108                                |
| 수양정     | 경기도         | 경기 용인시 처인구 백암면 백암리 641-26                         |
| 수양정     | 경상남도       | 경남 사천시 사천읍 선인리 215-1                                 |
| 수영정     | 부산광역시     | 부산 수영구 광안4동 산56(활터)                                  |
| 숭덕정     | 전라남도       | 전남 무안군 무안읍 성남리 산4번지                               |
| 숭무정     | 경기도         | 경기 이천시 장호원읍 이황리 414-1                               |
| 숭진정     | 경상남도       | 경남 밀양시 가곡동 26-5                                         |
| 승기정     | 인천광역시     | 인천 연수구 동춘동 947번지 (인천승기수질환경사업소 내)          |
| 시흥정     | 경기도         | 경기 시흥시 정왕동 876-21(옥구공원내)                           |
| 신도정     | 충청남도       | 충남 계룡시 신도안면 정장리 940                                 |
| 심고정     | 전북특별자치도 | 전북 부안군 부안읍 서외리 산1                                   |
| 아라리정   | 강원특별자치도 | 강원 정선군 정선읍 애산1리                                      |
| 아림정     | 경상남도       | 경남 거창군 거창읍 심소정길 39-36 (스포츠파크내)                |
| 아산정     | 충청남도       | 충남 아산시 영인면 토정로 430번길 80                            |
| 안양정     | 경기도         | 경기 안양시 동안구 호계동 1112-1 (평촌배수지내)                 |
| 약수정     | 충청북도       | 충북 청주시 청원구 내수읍 덕암리 산12-1, 청원공설운동장옆       |
| 양강정     | 경기도         | 경기 양평군 강상면 교평리 체육공원내 351-2                      |
| 양록정     | 강원도         | 강원 양구군 양구읍 하리                                         |
| 양무정     | 전라남도       | 전남 강진군 강진읍 동성리 450                                   |
| 양지정     | 경기도         | 경기 시흥시 안현동 53-3                                         |
| 양평정     | 경기도         | 경기 양평군 개군면 하자포리415 (공설운동장내)                   |
| 연무정     | 인천광역시     | 인천 계양구 계산2동 산11                                        |
| 연무정     | 경기도         | 경기 수원시 팔달구 매향동 3-32                                  |
| 연무정     | 강원특별자치도 | 강원 태백시 상장동 1-8                                          |
| 연무정     | 충청남도       | 충남 논산시 연무읍 연무로 166번길 58, (연무체육공원 내)         |
| 연무정     | 전라남도       | 전남 목포시 양을로 397번길 90                                   |
| 연무정     | 경상남도       | 경남 거제시 거제면 서상리 201 (동상체육공원내)                  |
| 연성정     | 경기도         | 경기 시흥시 하중동 612                                          |
| 연수정     | 인천광역시     | 인천 연수구 연수2동 636번지(체육공원내)                         |
| 열무정     | 전라남도       | 전남 영암군 영암읍 역리 135-1 스포츠파크내                      |
| 열무정     | 경상남도       | 경남 통영시 동호동 230-1 남망산공원내                           |
| 영덕정     | 전라남도       | 전남 화순군 능주면 관영리 167-1                                 |
| 영락정     | 경상북도       | 경북 안동시 상아동 산 15-1                                      |
| 영무정     | 충청북도       | 충북 영동군 영동읍 매천리 344                                   |
| 영무정     | 경상북도       | 경북 영천시 교촌동 330(시민운동장내)                            |
| 영봉정     | 경상남도       | 경남 진주시 이반성면 용암리 368-2                               |
| 영산정     | 경상남도       | 경남 양산시 삼호동 860 푸르지오아파트 111-201                   |
| 영인정     | 충청남도       | 충남 아산시 영인면 상성리 91-2                                  |
| 영주정     | 전라남도       | 전남 고흥군 과역면 과역리 산5                                   |
| 영학정     | 서울특별시     | 서울 양천구 목1동 409-74                                        |
| 예덕정     | 충청남도       | 충남 예산군 예산읍 예산리 산4-2                                 |
| 오갑정     | 경기도         | 경기 여주시 점동면 사곡리 416-2                                 |
| 오대정     | 강원특별자치도 | 강원 평창군 진부면 하진부2리                                    |
| 옥산정     | 경상남도       | 경남 하동군 옥종면 양구리 산9                                   |
| 옥순정     | 충청북도       | 충북 제천시 수산면 계란리 233-2                                 |
| 옥실정     | 전라남도       | 전남 광양시 옥곡면 묵백리 산245                                 |
| 온달정     | 경기도         | 경기 구리시 아천동 25-1 아천배수펌프장 내                       |
| 와룡정     | 경상남도       | 경남 함안군 군북면 월촌리 1631-7                                |
| 용무정     | 경기도         | 경기 용인시 유방동 산154-1(유림배수지내)                        |
| 용산정     | 경상남도       | 경남 하동군 악양면 신성리 953-4                                 |
| 용산정     | 경상남도       | 경남 창녕군 영산면 교리 321-4번지                               |
| 용평정     | 강원도         | 강원 평창군 용평면 용전리 328-2                                 |
| 용항정     | 전라남도       | 전남 신안군 도초면 나박포리                                     |
| 용현정     | 경기도         | 경기 의정부시 용현동 399-24 용현동배수장내                      |
| 용호정     | 경기도         | 경기 포천시 신북면 계류2리 579                                  |
| 우암정     | 충청북도       | 충북 청주시 상당구 수동 산4-56                                  |
| 운강정     | 경상북도       | 경북 문경시 가은읍 완장리                                       |
| 운학정     | 경기도         | 경기 광명시 하안동 산53-2(하안배수지)                           |
| 웅무정     | 충청남도       | 충남 보령시 웅천읍 두룡리 139                                   |
| 웅비정     | 강원도         | 강원 원주시 소초면 의관리 사서함 323-31호                       |
| 원학정     | 울산광역시     | 울산 중구 성안동 1241-6                                         |
| 유림정     | 전라남도       | 전남 광양시 광양읍 구산리 135                                   |
| 육일정     | 충청남도       | 충남 부여군 부여읍 석탑로 남령길 25-5                           |
| 육일정     | 전라북도       | 전북 순창군 순창읍 남계리 104                                   |
| 육일정     | 전라남도       | 전남 영광군 영광읍 단주리 140-7                                 |
| 율곡정     | 강원특별자치도 | 강원 강릉시 연곡면 영진리 360-52, 강북공설운동장옆(궁도장)      |
| 율목정     | 경기도         | 경기 과천시 과천동 124-3                                        |
| 의룡정     | 경상남도       | 경남 합천군 용주면 체육공원내 궁도장                            |
| 의림정     | 충청북도       | 충북 제천시 모산동 110                                          |
| 의무정     | 경상북도       | 경북 의성군 의성읍 도동리 790-3                                 |
| 의왕정     | 경기도         | 경기 의왕시 왕곡동 68번지                                       |
| 이명정     | 경상남도       | 경남 하동군 진교면 송원리 51-553                                |
| 인덕정     | 전라남도       | 전남 나주시 남내동 21                                           |
| 인의정     | 전라남도       | 전남 영광군 법성면 대덕리(활쏘는 곳)                            |
| 인향정     | 전라남도       | 전남 순천시 서면 운평리 1130-1                                  |
| 일출정     | 경상북도       | 경북 포항시 남구 구룡포읍 눌태리 산6-1                          |
| 임월정     | 경기도         | 경기 파주시 문산읍 운천1리 20-48                                |
| 장군정     | 경상남도       | 경남 통영시 산양읍 남평리 1313-31 (작은부락활터)                |
| 장사정     | 전라북도       | 전북 고창군 상하면 하장리 890                                   |
| 장안정     | 경기도         | 경기 화성시 장안면 수촌리 1465-2                                |
| 장찬정     | 강원특별자치도 | 강원 정선군 임계면 송계리 343-2                                 |
| 정남정     | 경기도         | 경기 화성시 정남면 괘랑리 1043-3                                |
| 정심정     | 경상남도       | 경남 의령군 부림면 신반리공원내                                 |
| 조암정     | 경기도         | 경기 화성시 우정읍 화산리 48-2                                  |
| 죽서정     | 강원특별자치도 | 강원 삼척시 적노동 336번지(활쏘는 곳)                           |
| 죽죽정     | 경상남도       | 경남 합천군 합천읍 죽죽길 63                                    |
| 중앙정     |                | 아르헨티나 ALSINA 1779, CAP, FED. BS. AS. ARGENTINA             |
| 중원정     | 충청북도       | 충북 충주시 금가면 매하리 사서함 383-15                         |
| 지덕정     | 경상남도       | 경남 함양군 마천면 덕전리 768-1                                 |
| 지산정     | 전라남도       | 전남 구례군 산동면 내산리 천 833-1                              |
| 지성정     | 충청남도       | 충남 서산시 해미면 산수1길 21-17                                |
| 진남정     | 전북특별자치도 | 전북 군산시 개정면 발산리 산 29-1, (최호장군유지뒤편 활쏘는 곳) |
| 진해정     | 경상남도       | 경남 창원시 진해구 북북동 918-7                                 |
| 창녕정     | 경상남도       | 경남 창녕군 창녕읍 퇴촌리 54                                    |
| 창덕정     | 전라남도       | 전남 진도군 진도읍 공설운동장길 106                             |
| 창랑정     | 전라남도       | 전남 나주시 삼영동 359-3                                        |
| 창림정     | 경상남도       | 경남 진주시 일반성면 창촌리 652-2                               |
| 천궁정     | 충청남도       | 충남 천안시 동남구 천안대로 274-11 (선문대학교 앞)              |
| 천마정     | 경상북도       | 경북 경산시 압량면 신대리 707번지                               |
| 천안정     | 충청남도       | 충남 천안시 동남구 목천읍 삼방로 77-31                          |
| 천양정     | 경기도         | 경기 여주시 금사면 이포리 258                                   |
| 천양정     | 전라북도       | 전북 전주시 완산구 중화산동 1가196                              |
| 천지정     | 제주특별자치도 | 제주 서귀포시 강정동 1475(강창학공원내)                         |
| 철성정     | 경상남도       | 경남 고성군 고성읍 기원리 610-1                                 |
| 청량정     | 경상북도       | 경북 봉화군 봉화읍 석평리 1214-9                                |
| 청무정     | 충청남도       | 충남 청양군 청양읍 청수길 68-12                                 |
| 청산정     | 충청북도       | 충북 옥천군 청산면 교평리 424                                   |
| 청심정     | 경기도         | 경기 여주시 월송동 산13 (공설운동장내)                          |
| 청옥정     | 강원특별자치도 | 강원 평창군 미탄면 창리 50번지                                  |
| 청용정     | 인천광역시     | 인천 계양구 다남동 산42번지                                     |
| 청풍명월정 | 충청북도       | 충북 제천시 청풍면 읍리 22-5                                    |
| 청풍정     |                | 아르헨티나 CORVALAN 541, CAP, FED. BS. AS. ARGENTINA            |
| 청학정     | 울산광역시     | 울산 동구 화정동 산 165-5                                       |
| 청학정     | 전라남도       | 전남 보성군 보성읍 보성리 504                                   |
| 청학정     | 경상남도       | 경남 하동군 청암면 묵계리 1247                                  |
| 청해정     | 전라남도       | 전남 완도군 완도읍 죽청리 농공단지길 42                         |
| 청호정     | 경상북도       | 경북 청송군 파천면 신흥리 양수발전소 상부댐하단                 |
| 청호정     | 경상남도       | 경남 산청군 금서면 매촌리 1087                                  |
| 초록정     | 강원특별자치도 | 강원 동해시 북평동 481-1                                        |
| 초파정     | 전라북도       | 전북 고창군 해리면 사반리 각동 1021                             |
| 초팔정     | 경상남도       | 경남 합천군 초계면 장동 525                                     |
| 총무정     | 전라남도       | 전남 담양군 담양읍 객사리 2-1                                   |
| 추화정     | 경상남도       | 경남 밀양시 내일동 431(아복산내)                                |
| 춘추정     | 경상남도       | 경남 양산시 유산공단1길 51번지(양산시 교동338)                  |
| 충무정     | 충청남도       | 충남 아산시 남산로 8번길 12                                     |
| 충무정     | 전라남도       | 전남 여수시 종화동 677(자산공원)                                |
| 충무정     | 경상북도       | 경북 영주시 휴천1동 1109                                        |
| 충성정     | 경상북도       | 경북 영천시 고경면 청하리 사서함 135호                          |
| 칠보정     | 경상북도       | 경북 울진군 북면 부구1리 84-4                                   |
| 탄금정     | 충청북도       | 충북 충주시 칠금동 산1-1                                        |
| 탄현정     | 경기도         | 경기 파주시 탄현면 오금리 345-20                                |
| 태산정     | 경기도         | 경기 김포시 하성면 석탄리 491                                   |
| 태풍정     | 강원특별자치도 | 강원 횡성군 횡성읍 학곡리 365-2                                 |
| 태화정     | 강원특별자치도 | 강원 평창군 대화면 대화9리 대화체육공원내                       |
| 통심정     | 경기도         | 경기 시흥시 과림동 산53번지                                     |
| 통일정     |                | 아르헨티나 PUAN 1925, CAP, FED. BS. AS. ARGENTINA               |
| 통진정     | 경기도         | 경기 김포시 통진읍 마송리 182                                   |
| 팔공정     | 대구광역시     | 대구 수성구 범어동 산173                                        |
| 팔탄정     | 경기도         | 경기 화성시 팔판면 구장리 314-3                                 |
| 평택정     | 경기도         | 경기 평택시 오성면 죽리 산35-3                                  |
| 포천정     | 경기도         | 경기 포천시 신북면 계류1리 310-1                                |
| 필야정     | 전북특별자치도 | 전북 정읍시 상평동 산19-6(활쏘는 곳)                            |
| 하늘내린정 | 강원특별자치도 | 강원 인제군 북면 원통리 624-6                                   |
| 하상정     | 경상남도       | 경남 하동군 하동읍 궁항길 298-25                                |
| 학봉정     | 강원도         | 강원 원주시 명륜동 205                                          |
| 학산정     | 대구광역시     | 대구 달서구 본동 산61-3                                         |
| 학소정     | 경기도         | 경기 연천군 전곡읍 전곡리 488                                   |
| 학유정     | 충청남도       | 충남 당진시 남산공원길 115                                      |
| 한라정     | 제주특별자치도 | 제주 제주시 화북1동 4504-2                                      |
| 한성정     | 경기도         | 경기 성남시 수정구 산성동 2224                                  |
| 한오백정   | 경상북도       | 경북 칠곡군 지천면 신리 665-4                                   |
| 함벽정     | 전북특별자치도 | 전북 정읍시 태인면 태창리 138-2                                 |
| 해망정     | 강원특별자치도 | 강원 삼척시 원덕읍 호산리 196-2                                 |
| 해성정     | 부산광역시     | 부산 강서구 대저1동 공군 5전술공수비행단 (실내사격장 뒤편 공터) |
| 해안정     | 강원특별자치도 | 강원 양구군 해안면 후리 70번지                                  |
| 현무정     | 인천광역시     | 인천 서구 마전동 산 686-130                                     |
| 현산정     | 강원특별자치도 | 강원 양양군 양양읍 남문리 3-14                                  |
| 호국정     | 경상북도       | 경북 칠곡군 왜관읍 금산리 산45-5                                |
| 호림정     | 경상북도       | 경북 경주시 황성동 416(황성공원내)                              |
| 호반정     | 강원특별자치도 | 강원 춘천시 송암동 산 157번지                                   |
| 호연정     | 경상남도       | 경남 함양군 함양읍 백연리 산18                                  |
| 홍무정     | 충청남도       | 충남 홍성군 홍성읍 홍덕서로 78, (홍주종합운동장 내)             |
| 홍심정     | 전라북도       | 전북 김제시 교동 279번지                                        |
| 홍의정     | 경상남도       | 경남 의령군 가례면 가례리 645-17                                |
| 화개정     | 경상남도       | 경남 하동군 하개면 덕은리 954                                   |
| 화궁정     | 경기도         | 경기 평택시 신대동 574-2(체육공원내)                            |
| 화당정     | 충청북도       | 충북 청주시 흥덕구 가경동 646-4                                 |
| 화랑정     | 서울특별시     | 서울 노원구 공릉동 사서함 77-8호                                |
| 화랑정     | 충청북도       | 충북 진천군 진천읍 상계리 산9-1                                 |
| 화림정     | 강원특별자치도 | 강원 화천군 하남면 위라리                                       |
| 화림정     | 경상북도       | 경북 영덕군 영덕읍 화개2리 517                                  |
| 화석정     | 경기도         | 경기 파주시 파평면 장파리 1067번지                              |
| 화성정     | 경기도         | 경기 화성시 향남면 도이리 240-1번지                             |
| 환선정     | 전라남도       | 전남 순천시 조곡동 278-25(죽두공원)                             |
| 황산정     | 전북특별자치도 | 전북 남원시 운봉읍 화수리 94-2                                  |
| 황학정     | 서울특별시     | 서울 종로구 사직동 산 1-1                                       |
| 황현정     | 경기도         | 경기 시흥시 장곡동 산9                                          |
| 회덕정     | 대전광역시     | 대전 대덕구 상서동 산66-6                                       |
| 횡강정     | 경상남도       | 경남 하동군 횡천면 횡천리 1019-1                                |
| 흥관정     | 충청남도       | 충남 금산군 금산읍 방아동4길 22                                 |
| 흥덕정     | 전라남도       | 전남 장흥군 장흥읍 예양리 산5-1(남산공원)                       |
| 흥무정     | 전라남도       | 전남 고흥군 풍양면 야막리 산98-8                                |
| 흥인정     | 경기도         | 경기 여주시 흥천면 효지리 산38-2                                |